# Ritratto di san Luigi Gonzaga
Il Ritratto di san Luigi Gonzaga è un dipinto a olio su tela di El Greco realizzato circa nel 1582 e conservato in una collezione privata di Santa Barbara negli Stati Uniti d'America.

## Storia
Luigi Gonzaga fu in Spagna tra il 1581 e il 1584, come paggio di Diego d'Austria, figlio di Filippo II di Spagna. Per la sua vita esemplare, fu beatificato da Paolo V il 19 ottobre 1605, e canonizzato il 13 dicembre 1726 da Benedetto XIII. Pertanto, è plausibile che El Greco abbia dipinto un ritratto del futuro santo, all'età di circa quattordici anni, anche se non vi è certezza che questa tela rappresenti questo personaggio. 

### Provenienza
Pablo Bosch, Madrid (1902), Trotti & Cie, Parigi (1908), Von Nemes, Budapest, Stephan von Auspitz, Vienna (1926), Bachstitz Gallery, La Haya (1937) e Leo van der Bergh, Santa Barbara, California (tra il 1938 e 1955).

## Descrizione
Il dipinto rappresenta san Luigi Gonzaga all'età circa di 15 anni. Sul rovescio della cornice è presente uno scudo in un sigillo di ceralacca raffigurante una corona di spine appesa ad una Croce. Questo scudo non appartiene a nessun ordine religioso, quindi rappresenta sicuramente una confraternita.
L'espressione dell'adolescente ha un'intensità travolgente, tipica di un giovane mistico. La testa è molto simile a quella del paggio e a quella degli angeli nel Martirio di san Maurizio, che ribadisce l'attribuzione al maestro cretese. Il giovane indossa abiti da studente e il gesto della sua mano destra è quello di un professore che espone una teoria. Il libro su cui poggia la mano sinistra è probabilmente la Summa Theologica di san Tommaso d'Aquino. 
Per la sua tonalità tenue, modellata in chiaroscuro in modo simile a una grisaglia, ricorda il Ritratto di un medico. Evoca invece qualche ritratto di epoca romana di El Greco, per il modo di rappresentare il volto del personaggio che, nonostante la sua apparente inespressività, sembra pieno di volontà, decisione e fuoco interno. Il colore nero del vestito è di grande densità, con piccole sovrapposizioni grigie che evidenziano le linee di luce. 

### Stato di conservazione e restauri
Le condizioni generali della tela sono abbastanza buone, anche se il primer rossastro è attualmente visibile attraverso il vestito nero e lo sfondo verdastro. La mano destra rialzata è stata ridipinta goffamente. In vecchie fotografie (1902, Moreno), intorno alla testa del santo appariva un'aureola, che non poteva essere opera di El Greco, perché non dipinse mai questo tipo di nimbo, e perché alla data di composizione di quest'opera, Luis Gonzaga ancora non era stato canonizzato. Questo elemento spurio è stato rimosso in un successivo restauro.
Molto probabilmente, El Greco dipinse la mano sinistra del giovane sul libro, come appare oggi. Sembra che intorno al 1902, quando era nella collezione Pablo Bosch, questa mano sia stata lasciata sotto una pagina del libro, e doveva essere stata restaurata intorno al 1908, quando era nelle mani di Trotti & Cie.